# Normalement
Normalement suivi de La Peur du lendemain est un recueil de textes de Christine Angot paru en 2001 chez Stock. 

## Historique
Lors de sa publication l'œuvre se présente sous la forme de deux textes qui peuvent être considérés comme deux nouvelles ou récits, voire deux courts romans. Rédigés sous la forme de monologues, les deux textes peuvent aussi être apparentés à une forme d'écriture dramaturgique.
De fait, Normalement a été mis en scène, en 2002, par Christine Angot et Michel Didym au Théâtre de la Colline, à Paris, et en 2006, par Thomas Quillardet au théâtre Agitakt, à Paris.
En 2001, La Peur du lendemain a été adapté en court-métrage  par Laetitia Masson sous le titre Emmenez-la.

## Éditions
- Normalement suivi de La Peur de lendemain, Stock, 2001 ; rééd. Le Livre de poche.